# Championnats du monde de luge 2016
Navigation
Édition précédente Édition suivante
Les Championnats du monde de luge 2016 se déroulent du 29 au 31 janvier 2016 à Königssee (Allemagne) sous l'égide de la Fédération internationale de luge de course (FIL). Il y a sept titres à attribuer, deux pour les hommes (sprint + épreuve habituelle), deux pour les femmes (sprint + épreuve habituelle), deux pour le double hommes (sprint + épreuve habituelle) et enfin un pour le relais mixte par équipes. Il s'agit d'une compétition annuelle (hors année olympique). 
Le calendrier des épreuves est le suivant :
- 29 janvier 2016 : Sprints
- 30 janvier 2016 : Femmes
- 30 janvier 2016 : Doubles Hommes
- 31 janvier 2016 : Hommes
- 31 janvier 2016 : Relais Mixte

## Tableau des médailles
| Rang | Nation    | Or | Argent | Bronze | Total |
| ---- | --------- | -- | ------ | ------ | ----- |
| 1    | Allemagne | 6  | 4      | 2      | 12    |
| 2    | Suisse    | 1  | 1      | 0      | 2     |
| 3    | Autriche  | 0  | 1      | 1      | 2     |
| 4    | Lettonie  | 0  | 1      | 0      | 1     |
| 5    | Italie    | 0  | 0      | 2      | 2     |
| 6    | Canada    | 0  | 0      | 1      | 1     |
| 6    | Russie    | 0  | 0      | 1      | 1     |

## Podiums
| Épreuves                | Or                                                                   | Argent                                                          | Bronze                                                        |
| ----------------------- | -------------------------------------------------------------------- | --------------------------------------------------------------- | ------------------------------------------------------------- |
| Hommes                  | Felix Loch                                                           | Ralf Palik                                                      | Wolfgang Kindl                                                |
| Sprint Hommes           | Felix Loch                                                           | Andi Langenhan                                                  | Ralf Palik                                                    |
| Double-hommes           | Allemagne Tobias Wendl Tobias Arlt                                   | Allemagne Toni Eggert Sascha Benecken                           | Italie Christian Oberstolz Patrick Gruber                     |
| Sprint Double-Homme     | Allemagne Tobias Wendl Tobias Arlt                                   | Autriche Peter Penz Georg Fischler                              | Italie Christian Oberstolz Patrick Gruber                     |
| Femmes                  | Natalie Geisenberger                                                 | Martina Kocher                                                  | Tatiana Ivanova                                               |
| Sprint Femmes           | Martina Kocher                                                       | Natalie Geisenberger                                            | Dajana Eitberger                                              |
| Relais mixte par équipe | Allemagne Natalie Geisenberger Felix Loch Tobias Wendl / Tobias Arlt | Lettonie Elīza Tīruma Inārs Kivlenieks Andris Šics / Juris Šics | Canada Alex Gough Mitchel Malyk Tristan Walker / Justin Snith |